# Baeoanusia albifunicle
Baeoanusia albifunicle är en stekelart som beskrevs av Girault 1932. Baeoanusia albifunicle ingår i släktet Baeoanusia och familjen sköldlussteklar. Inga underarter finns listade.